# Kisigmánd
Kisigmánd est un village et une commune du comitat de Komárom-Esztergom en Hongrie.